# Chirosiomima gestroi
Chirosiomima gestroi är en tvåvingeart som först beskrevs av Seguy 1930.  Chirosiomima gestroi ingår i släktet Chirosiomima och familjen blomsterflugor. Inga underarter finns listade i Catalogue of Life.